# Cryptocarya obovata
Cryptocarya obovata är en lagerväxtart som beskrevs av Robert Brown. Cryptocarya obovata ingår i släktet Cryptocarya och familjen lagerväxter. Inga underarter finns listade i Catalogue of Life.